# Pénétrante de Tizi Ouzou
 (novembre 2022).
Pour les articles homonymes, voir Tizi Ouzou (homonymie).
La pénétrante de Tizi Ouzou est une autoroute de 48 km, en construction en Algérie.

## Projet
La pénétrante de Tizi Ouzou fait partie des projets de pénétrantes autoroutières devant relier l'Autoroute Est-Ouest à plusieurs villes. Celle de Tizi Ouzou qui a été annoncée en 2006 doit relier l'Autoroute Est-Ouest depuis la sortie n°28 dans la commune de Djebahia à la ville de Tizi Ouzou à travers le massif du Djurdjura.
Cette autoroute longue de 48 km traverse les wilayas de Bouira et de Tizi Ouzou avec un profil en 2x3 voies, 21 viaducs et deux tunnels de 950 m et 710 m traversant respectivement les communes de Draâ El Mizan et Aït Yahia Moussa. Cette pénétrante compte aussi 25 km de routes secondaires, 7 échangeurs, 37 ouvrages d’art (dont les 21 viaducs) dont 16 de ces viaducs situés sur la partie prévue dans la Wilaya de Tizi Ouzou.

## Travaux
Les études ont été réalisées par le bureau d'étude algérien SAETI.
Le projet a été déclaré d'utilité publique par décret exécutif en avril 2010.
Il a été attribué en gré à gré au groupement algéro-turc composé de ÖZGÜN, Nurol et ENGOA en avril 2013 pour un montant 55,96 milliards de DZD (près de 500 millions d'€) et un délai de 36 mois,.
La pose de la première pierre du projet a été effectuée par le premier ministre Abdelmalek Sellal le 16 juillet 2013.
La réception finale de ce projet est prévu pour Mars 2019.
Fin juillet 2023, seulement 10 km sur les 36 prévus étaient finalisés. 
En février 2025, le projet est annoncé pour la fin du premier semestre 2025.
En juin 2025, la mise en service du tronçon principale d'une distance de 5 km est prévu pour le 5 juillet 2025. La dernière phase du projet, qui concerne un tronçon de 5 km entre le PK29 et le PK48, annonce en cette date un taux de d'accomplissement excédent 88 % d'après le chef de projet,.